# Cristallizzazione delle proteine

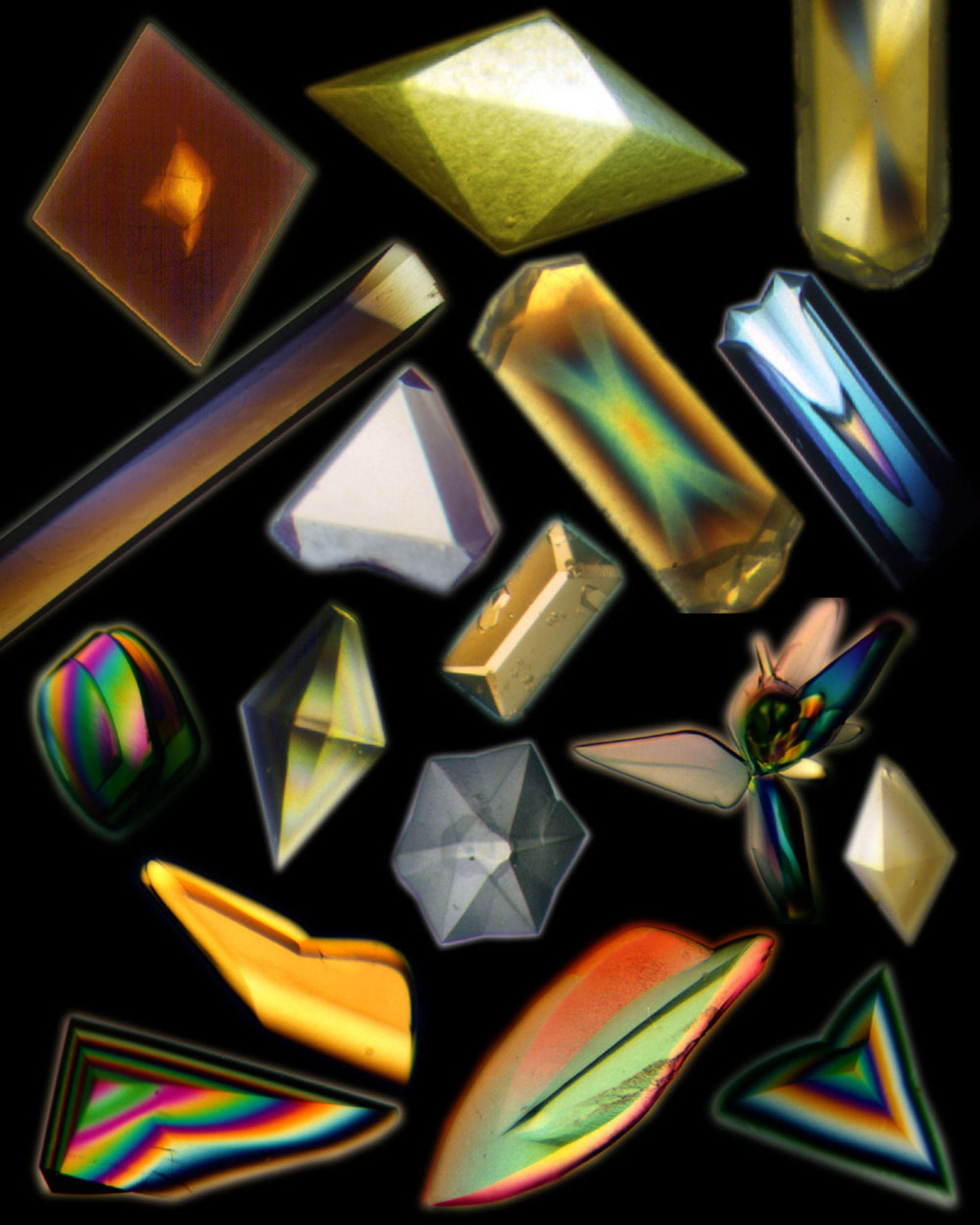
Cristalli di proteine ottenuti in condizioni di microgravità

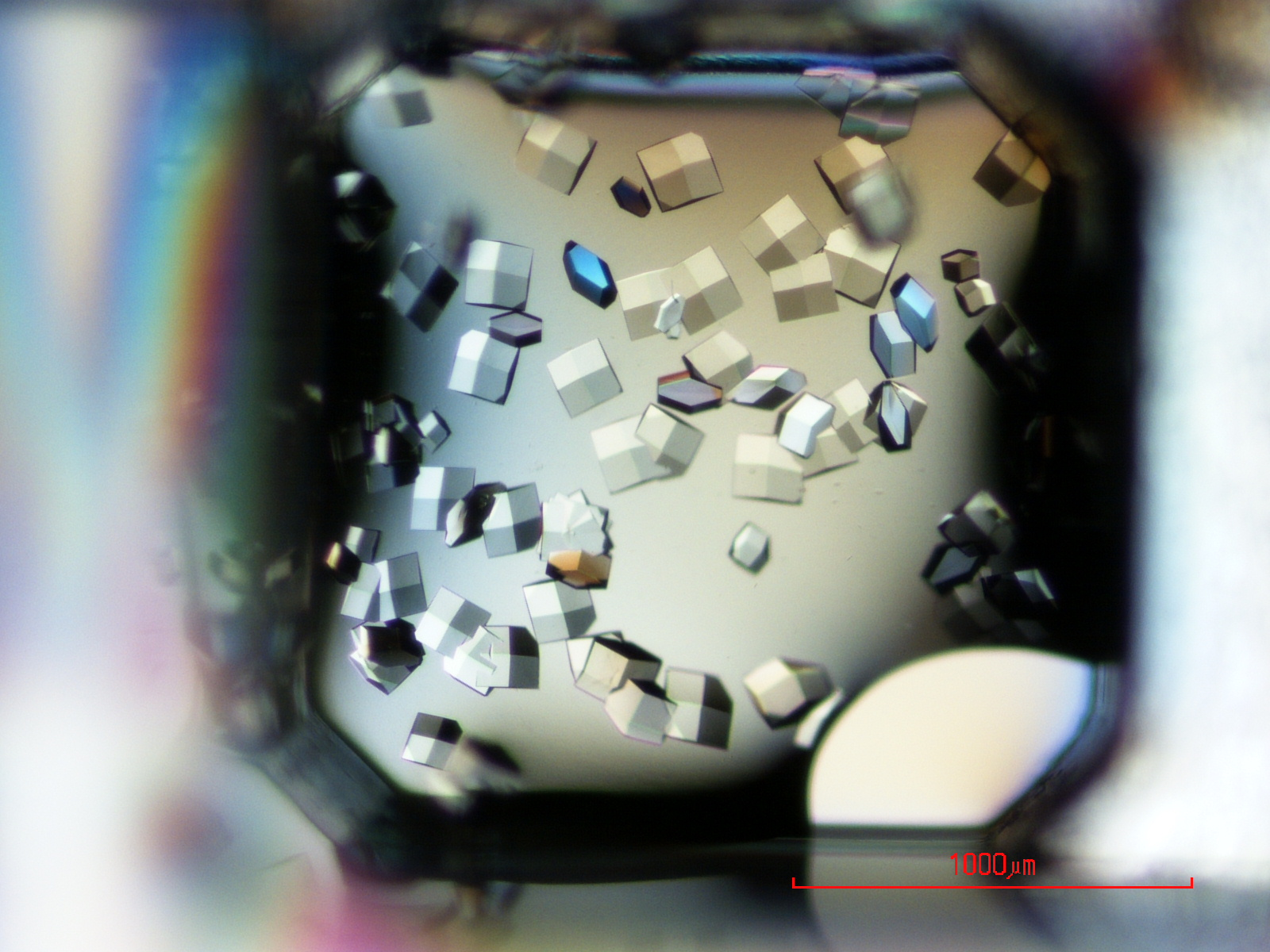
Cristalli di lisozima

La cristallizzazione delle proteine è il processo di formazione di cristalli di proteine. Mentre alcuni cristalli proteici sono stati osservati in natura, la cristallizzazione delle proteine è utilizzato prevalentemente per scopi scientifici o industriali, in particolare per lo studio con la cristallografia a raggi X. Come molti altri tipi di molecole, le proteine possono essere indotte a formare cristalli quando la soluzione in cui sono disciolte diventa sovrasatura. In queste condizioni, singole molecole proteiche possono impacchettarsi secondo una disposizione geometricamente regolare, che si ripete nelle tre dimensioni spaziali, tenute insieme da interazioni non covalenti. Questi cristalli possono essere usati in biologia strutturale per studiare la struttura molecolare della proteina, o per diversi scopi industriali e biotecnologici.
Le proteine sono macromolecole biologiche e funzionano in un ambiente acquoso, pertanto la cristallizzazione delle proteine viene prevalentemente effettuata in soluzione acquosa. La cristallizzazione delle proteine è tradizionalmente considerata difficile a causa delle restrizioni dell'ambiente acquoso, difficoltà di ottenere campioni di proteine di alta qualità, nonché sensibilità dei campioni proteici alla temperatura, pH, forza ionica, e altri fattori. Le proteine variano notevolmente nelle loro caratteristiche chimico-fisiche e così la cristallizzazione di una particolare proteina è difficilmente prevedibile. La determinazione delle appropriate condizioni di cristallizzazione per una determinata proteina spesso richiede la verifica empirica di molte condizioni prima di trovare le corrette condizione di cristallizzazione.
In natura, questo fenomeno è osservabile nei calamari lucciola diffusi nel mare del Giappone. In questi molluschi infatti, alcune cellule concentrano cristalli di proteine al loro interno generando il fenomeno di bioluminescenza.

## Storia
Nel 1926 James B. Sumner isola e cristallizza l'enzima ureasi e dimostra che è una proteina.
Nel 1929 John H. Northrop isola e cristallizza l'enzima gastrico pepsina determinandone la natura proteica e nel 1938 isola e cristallizza il primo batteriofago caratterizzandolo quale nucleoproteina. Northrop isolò e cristallizzò anche altri enzimi quali il pepsinogeno (il precursore della pepsina), la tripsina, la chimotripsina e la carbossipeptidasi. Nel 1934, John D. Bernal e la sua allieva Dorothy Hodgkin scoprono che i cristalli di proteine circondati dalla loro acque madri danno migliori pattern di diffrazione dei cristalli secchi. Utilizzando la pepsina ottengono la prima figura di diffrazione di una proteina globulare in ambiente umido. Prima di Bernal e Hodgkin la cristallografia delle proteine era stata eseguita solo su cristalli asciutti, con risultati inconsistenti e inaffidabili. Nel 1958 John Kendrew mediante cristallografia a raggi X, determina per la prima volta la struttura tridimensionale di una proteina, la mioglobina.

## Principi di cristallizzazione delle proteine
La solubilità delle molecole proteiche è soggetta a molti fattori, in particolare l'interazione con altri composti in soluzione. La maggior parte delle proteine sono solubili in condizioni fisiologiche, ma se la concentrazione dei soluti aumenta, la proteina diventa meno solubile, determinando la cristallizzazione o precipitazione. Questo fenomeno è noto come salting out. Anche concentrazioni molto basse di soluto comportano una diminuzione della solubilità delle proteine, questo perché le proteine necessitano comunque la presenza di una data concentrazione di soluti per rimanere in soluzione. Questo fenomeno è noto come salting in. La maggior parte delle tecniche di cristallizzazione delle proteine sfruttano il salting out per ottenere cristalli proteici, anche se alcuni apparati sperimentali sono in grado di produrre cristalli proteici sfruttando il salting in.
Lo scopo della cristallizzazione è quello di produrre un cristallo ben ordinato che manca di contaminanti e allo stesso tempo ancora abbastanza grande da fornire un pattern di diffrazione quando esposto ai raggi X. Questo pattern di diffrazione può poi essere analizzato per determinare la struttura terziaria della proteina. La cristallizzazione delle proteine è intrinsecamente difficile a causa della fragilità dei cristalli proteici. Le proteine hanno superfici di forma irregolare, che si traduce nella formazione di grandi canali all'interno di ogni cristallo proteico. Pertanto, i legami non covalenti che tengono insieme il reticolo cristallino devono spesso essere formati attraverso diversi strati di molecole di solvente.

### Condizioni di cristallizzazione
Molti fattori influenzano la probabilità di cristallizzazione di un campione proteico. Alcuni di questi fattori includono la purezza della proteina, pH, concentrazione della proteina, temperatura, precipitanti e additivi. Più omogenea è la soluzione proteica maggiore è la probabilà che cristallizzi.

## Metodi di cristallizzazione delle proteine

Tre metodi utilizzati per la cristallizzazione. A: Hanging drop. B: Sitting drop. C: Microdialisi

### Diffusione di vapore
La diffusione di vapore è il metodo più comunemente impiegato nella cristallizzazione delle proteine. In questo metodo, una gocciolina contenente la proteina purificata, tampone e precipitante, è lasciata equilibrare in un contenitore chiuso con una soluzione contenente tampone e precipitante in concentrazioni più elevate. Tramite la diffusione di vapore la gocciolina si concentra e se si raggiunge la sovrasaturazione può innescarsi la precipitazione o cristallizzazione della proteina. Questo metodo viene utilizzato perché permette di modificare gradualmente la concentrazione della proteina e del precipitante, e ciò consente la crescita di cristalli di dimensioni relativamente grandi e ben ordinati.

### Microdialisi
La microdialisi sfrutta una membrana semipermeabile, che permette a certe molecole o ioni di attraversarla tramite la diffusione, mentre le proteine e grandi polimeri non possono attraversarla. Stabilendo un gradiente di concentrazione di soluto attraverso la membrana e consentendo al sistema di progredire verso l'equilibrio, il sistema può muoversi lentamente verso la sovrasaturazione, in cui i cristalli proteici possono formarsi. La microdialisi può produrre cristalli proteici sfruttando il salting out, impiegando alte concentrazioni di sale o altri composti permeabili che riducono la solubilità della proteina.